# روبرت ماكلاكلن
روبرت ماكلاكلن (بالإنجليزية: Robert McLachlan)‏ (و. 1956  م) هو مصور سينمائي من الولايات المتحدة، وكندا، ولد في سان فرانسيسكو.

## التعليم
تعلم في جامعة سايمون فريزر.

## وصلات خارجية
- روبرت ماكلاكلن على موقع IMDb (الإنجليزية)
- روبرت ماكلاكلن على موقع ألو سيني (الفرنسية)
- روبرت ماكلاكلن على موقع أول موفي (الإنجليزية)
- روبرت ماكلاكلن على موقع قاعدة بيانات الأفلام السويدية (السويدية)
- روبرت ماكلاكلن على موقع قاعدة بيانات الفيلم (الإنجليزية)
- روبرت ماكلاكلن على موقع كينوبويسك (الروسية)